# 新加坡羽毛球協會
新加坡羽球協會（英語：Singapore Badminton Association，SBA）為新加坡國家羽球管理組織，成立於1929年，隸屬新加坡奧林匹克理事會，同時也是羽毛球世界联合会與亞洲羽毛球聯合會成員。目前新加坡羽協共有31個俱樂部成員。

## 歷史

### 創立
1920年代，羽球運動經由英國與業餘體育協會引進，開始在馬來亞和新加坡廣受群眾歡迎，受這股風潮影響，新加坡羽球協會在幾年後的1929年成立。成立之後，新加坡羽協接受來自各地，大部分由業餘愛好者組成的羽球團體加入，並且參加由新加坡羽協主辦的年度錦標賽。
新加坡在經歷日佔時期後，浮現許多受到戰爭影響而衍生的問題，諸如優秀球員流失、設施缺乏與俱樂部維運成本高升，球員甚至必須在露天的球場訓練。雖然面臨種種困難，新加坡羽協依然派出隊員，與馬來亞一同參加在英格蘭舉辦的第一屆湯姆斯盃世界男子羽球團體錦標賽，並在冠軍戰以8比1擊敗丹麥隊。
湯姆斯盃的勝利促使新加坡羽協啟動募捐以建造羽球館，然而所得捐款仍不足以負荷建設費用，只能將羽球館所有權轉讓給新加坡体育理事会以尋求支援。最終，新加坡羽球館在1952年完工，並同時作為新加坡羽球協會總部。
2008年，由於在新加坡羽球館的租約到期，協會總部遷移至新加坡體育學校。2014年，新加坡體育城完工，總部再次遷移至此。

### 新加坡羽球學院
2017年，新加坡羽協與入口網站ActiveSG合作打造新加坡羽球學院（Singapore Badminton Academy），由前新加坡奧運選手江彦媚負責主導，為6至17歲、有理想抱負的青少年提供訓練方案，教練團隊中有許多前國家隊代表。

## 主辦賽事

### 新加坡羽球公開賽
新加坡公開賽設立於1987年，最初名為柯尼卡公開賽（英語：Konica Cup），2007年起成为世界羽联超级系列赛的其中一站。2018年，世界羽聯實施全新的世界巡迴賽體系，本賽事現屬於第二等別第四級賽事（超級500賽）。

### 新加坡羽球國際賽
新加坡國際賽或稱新加坡衛星賽，目前為國際系列賽級別賽事。